# Aleucosia adusta
Aleucosia adusta är en tvåvingeart som beskrevs av Yeates 1991. Aleucosia adusta ingår i släktet Aleucosia och familjen svävflugor.
Artens utbredningsområde är Western Australia. Inga underarter finns listade i Catalogue of Life.